# Marley (film)
Pour les articles homonymes, voir Marley.
Pour plus de détails, voir Fiche technique et Distribution.
Marley est un documentaire américano-britannique de Kevin Macdonald, sorti en 2012, racontant la vie de Bob Marley.

## Synopsis
Grâce à des archives privées et inédites de la famille Marley, Kevin Macdonald réunit une mine d’informations, des images rarissimes ainsi que des témoignages pour retracer la vie de Bob Marley, de sa naissance en 1945 jusqu’à sa mort en 1981.

## Fiche technique
- Titre original : Marley
- Réalisation : Kevin Macdonald
- Production : Ziggy Marley, Chris Blackwell, Steve Bing, Charles Steele
- Image : Mike Eley, Alwin H. Kuchler, Wally Pfister
- Montage : Dan Glendenning
- Pays d’origine : Grande-Bretagne, États-Unis
- Format : couleurs − Dolby Digital
- Genre : documentaire
- Durée : 144 minutes
- Dates de sortie[1] :
  -  Allemagne :12 février 2012 (Berlinale 2012)
  -  Royaume-Uni : 20 avril 2012
  -  États-Unis : 20 avril 2012 (sortie limitée et vidéo à la demande)
  -  France : 13 juin 2012

## Distribution
- Bob Marley : lui-même (images d'archives)
- Ziggy Marley : lui-même
- Rita Marley : elle-même
- Jimmy Cliff : lui-même
- Bunny Wailer : lui-même
- Lee Scratch Perry : lui-même
- Chris Blackwell : lui-même
- Marcia Griffiths : elle-même
- Cindy Breakspeare : elle-même
- Cedella Booker : elle-même
- Junior Marvin : lui-même
- Aston Barrett : lui-même
- Peter Marley : lui-même petit-cousin de Bob
- Judy Mowatt : elle-même
- Cedella Marley : elle-même
- Pascaline Bongo : elle-même
- Carlton "Santa" Davis : lui-même
- Clive Chin : lui-même
- Imogene Wallace : elle-même
- Josef Issels : lui-même (images d'archives)

## Bande originale
Un album est sorti en parallèle au film, avec 24 des 66 chansons apparaissant dans le documentaire.

### Liste des titres
Disque 1
1. Corner Stone 2:28
2. Judge Not 2:26
3. Simmer Down 2:49
4. Small Axe 4:00
5. Mellow Mood 3:29
6. Stir It Up 3:11
7. Concrete Jungle 4:12
8. Crazy Baldhead (Groucho mix) 3:11
9. Natty Dread 3:35
10. Trenchtown Rock (Live au Roxy Theatre) 4:45
11. Get Up, Stand Up 3:17
12. Work 3:39

Disque 2
1. Jammin' (Live au concert One Love Peace) 9:08
2. Exodus (Kindred Spirit Dub Mix) 7:42
3. No Woman, No Cry (Live au The Lyceum) 7:09
4. War (Live! at the Rainbow) 7:52
5. I Shot the Sheriff (Live au The Lyceum) 5:25
6. Roots, Rock, Reggae 3:37
7. Three Little Birds 3:00
8. Real Situation 3:08
9. Could You Be Loved 3:55
10. One Love 2:52
11. Redemption Song 3:49
12. High Tide or Low Tide 4:09

## Sortie et accueil

### Box-office
| Pays ou région | Box-office      | Date d'arrêt du box-office | Nombre de semaines |
| -------------- | --------------- | -------------------------- | ------------------ |
| États-Unis     | 1 413 480 $     | 16 août 2012               | 17                 |
| France         | 101 708 entrées | 25 décembre 2012           | 28                 |
| Mondial        | 5 319 734 $     | —                          | —                  |

## Nominations
- BAFTA 2013 : meilleur film documentaire[5]
- British Independent Film Awards 2012 : meilleur documentaire
- Black Reel Awards 2013 : meilleur documentaire
- Evening Standard British Film Awards 2013 : meilleur documentaire
- Grammy Awards 2013 : :meilleure compilation bande originale pour un média visuel
- NAACP Image Awards 2013 : meilleur documentaire - cinéma ou télévision
- Motion Picture Sound Editors 2013 : meilleur montage sonore - effets sonores, bruitages, dialogue, doublage et musique dans un documentaire